# Black Money
Pour plus de détails, voir Fiche technique et Distribution.
Black Money (hangeul : 블랙머니, litt. « Argent noir ») est un thriller sud-coréen réalisé par Jeong Ji-yeong et sorti en 2019 en Corée du Sud.
Il totalise plus d'un million d'entrées au box-office sud-coréen de 2019.

## Synopsis
Yang Min-hyeok (Jo Jin-woong), procureur au barreau de Séoul, travaille sur une affaire dans laquelle Park Soo-kyeong (Lee Eun-woo (en)) a été renversée par plusieurs voitures sur l'autoroute. Quelques jours plus tard, elle est retrouvée morte. Dans son dernier SMS envoyé à sa petite sœur, elle affirme avoir été agressée sexuellement par le procureur Yang Min-hyeok. Sa mort est alors considérée comme un suicide et Yang tente de s'innocenter. Au cours de son enquête, il apprend que Park Soo-kyeong a été assassiné pour avoir été témoin de la vente de la banque Daehan à un prix exceptionnellement bas. Yang Min-hyeok rencontre également Kim Na-ri (Lee Hanee), l'avocate de la banque Daehan. Une affaire de corruption financière massive apparaît devant lui.

## Fiche technique
- Titre original : 블랙머니
- Titre international : Black Money
- Réalisation : Jeong Ji-yeong
- Montage : Kim Sang-bum
- Production : Lee Jong-ho
- Société de production : Aura Pictures
- Société de distribution : Acemaker Movie Works
- Pays d’origine :  Corée du Sud
- Langue originale : coréen
- Format : couleur
- Genre : thriller
- Durée : 113 minutes
- Date de sortie :
  -  Corée du Sud : 13 novembre 2019

## Distribution
- Jo Jin-woong : Yang Min-hyeok
- Lee Hanee : Kim Na-ri
- Lee Geung-young : Lee Kwang-joo
- Kang Shin-il (en) : l'enquêteur Jang
- Choi Deok-moon (en) : Seo Kwon-young
- Moon Seong-keun : Kang Ki-choon
- Lee Sung-min (en) : Choi Yong-wook
- Lee Eun-woo (en) : Park Soo-kyeong
- Jo Han-chul : Kim Nam-gyoo